# SDSS J140821.67+025733.2
SDSS J140821.67+025733.2是芬兰科学家发现的一个巨大的双黑洞系统。它很可能是目前宇宙中最大的黑洞，质量是太阳的1960亿倍。此說法仍存在争议。
这个宇宙最大黑洞是之前天文学所记录最大黑洞TON 618的3倍以上。相当于一个小型星系。它距离地球35亿光年，形成于OJ287类星体的中心位置。